# Jane Wu
Wu Jingxuan (em chinês: 吴靖萱) ou Jane Wu, anteriormente conhecida como Hu Mengyuan (em chinês: 胡梦媛) ou Melrose Hu, é uma atriz, produtora e designer de moda chinesa.
Como Hu Mengyuan (Melrose Hu), ela estreou como uma assassina feminina no filme No Limit em 2011 e estrelou Angel Warriors em 2013. Em 2013, ela foi nomeada uma das "dez agentes femininas mais sexy" junto com Fan Bingbing, Tang Wei e Shu Qi. Ela estrelou o filme de 2014 Ameera.
Depois de se mudar para Hollywood, ela mudou seus nomes para Jane Wu e Wu Jingxuan, e produziu e apareceu em vários filmes.

## Filmografia
| Ano  | Título                                           | Papel                          | Notas                         |
| ---- | ------------------------------------------------ | ------------------------------ | ----------------------------- |
| 2023 | Samurai de Olhos Azuis                           | Diretora supervisora/Produtora |                               |
| 2020 | The Madness                                      | Produtora executiva            | dirigido por Danial Hajibarat |
| 2017 | Behind the Spotlight                             | Host/Produtora                 |                               |
| 2016 | Teenage Mutant Ninja Turtles: Out of the Shadows | Jade                           |                               |
| 2016 | Captain America: Civil War                       | UN Staffer Wu                  |                               |
| 2015 | A Children's Song                                | Jane/Produtora                 |                               |
| 2014 | Ameera 特工艾米拉                                | Ameera                         |                               |
| 2013 | Angel Warriors 铁血娇娃                          | YanYan                         |                               |
| 2011 | No Limit 无极限                                  |                                |                               |